# 2019 en sociologie
| Années de la sociologie : 2016 - 2017 - 2018 - 2019 - 2020 - 2021 - 2022    |
| Décennies de la sociologie : 1980 - 1990 - 2000 - 2010 - 2020 - 2030 - 2040 |

L'année 2019 a connu, en matière de sociologie, les faits suivants. 

## Naissances et décès
- Naissances

- Décès
- 1er juin : Michel Serres, philosophe, sociologue et historien des sciences français, né en 1930.
- 31 août : Immanuel Wallerstein, sociologue américain, né en 1930.